# Фарбованое
Фарбо́ваное (укр. Фарбоване) — село, входит в Яготинский район Киевской области Украины.
Село было предоставлено в дар сербскому роду Вишневских в царствование Елизаветы Петровны.
Население по переписи 2001 года составляло 1063 человека. Почтовый индекс — 07753. Телефонный код — 4575. Занимает площадь 3 км². Код КОАТУУ — 3225588201.

## Местный совет
07753, Київська обл., Яготинський р-н, с. Фарбоване, вул. Піонерська, 10